# 閃電戰鬥機
閃電式戰鬥機（英語：English Electric Lightning），是一架由英國的英國飛機公司（BAC，早期為英國電氣公司）於1957年推出的2馬赫超音速戰鬥機系列，是英國唯一完全獨自開發，並最終獲得正式量產化的超音速戰鬥機。
閃電式戰機的外觀特徵是以垂直排列的雙發動機設計，具有卓越的爬升速度、飛行上限及速度，使她可以對抗蘇聯噴射轟炸機侵襲，保護英國皇家空軍的3V轟炸機部隊免受蘇聯轟炸機所投射的核彈攻擊，英國皇家空軍後來運用其飛行特性開發出偵察機的衍生型。大部分的閃電式戰機都在1980年代退役，但至今仍有個位數的閃電式戰機維持可飛行狀態，且可進行表演。

## 开发

### 起源

The two P.1 research aircraft

在1942年時，皇家空軍已經訂出了超音速飛機研究規範，稱為E.24/43，由該規範推進邁勒斯M.52的研發。但是韋斯特蘭飛機公司的首席飛機設計師威廉·愛德華·威勒比·彼得在1947年向英國軍需部提出ER.103規範，按照他的提案設計，該架飛機將具備50,000英尺升限、1.5馬赫極速，英國因此停止了M.52開發構想。
在計畫得到政府支持，彼得找上弗雷德里克·威廉·佩奇領導開發計畫，雷蒙·弗雷德里克·凱里塞負責空氣動力計算，1948年7月時，飛機已勾勒出雛形，設計是使用上下垂直排列的發動機與高單翼，為了要達成1.5馬赫極速因此主翼後掠角為40度，整體方案在1948年11月呈交政府。1949年1月，ER.103規範被英國電器訂為P.1噴射機。1949年3月29日，軍需部同意英國電器進行細部設計，製造風洞模型與全尺寸模型。不過到1949年英國提出新的技術指標：極速2馬赫。為了滿足需求，主翼後掠角增加到60度，副翼位置則移動到翼尖，但風洞模型顯示主翼產生渦流會造成尾翼控制出現問題，團隊以降低主翼高度化解控制問題。不過在1949年，彼得離開設計團隊返回韋斯特蘭公司，因此P.1噴射機開發任務由佩奇全權負責。
1949年，皇家空軍提出更詳細具體的技術規格指標，稱為F/23/49規範。將ER.103規範未提及的細節更為精準地列入，包括對飛機機動性的規範。1950年4月1日，英國電器得到政府合約，生產2架機身與1架靜力測試用P.1噴射機機身。
在原型機打造前，皇家航空研究院對P.1的設計可行性仍表達疑慮，為了得到更多評估數據，英國政府委託肖特飛機公司打造肖特SB.5，肖特SB.5雖然是架速度不快的噴射機，但它可以換裝後掠角50-69度之間構型的主翼與面積不同的尾翼實際分析飛行效果，當然也包含了P.1主張的60度角大後掠翼，SB.5在1952年12月2日首飛，經過數次飛行測試後，在1954年1月換用了P.1提案的氣動力構型設計，在實測原則上皆無問題。

### 原型機
在1953年起，P.1在薩默斯伯里工廠採用手工製造，原型機編號WG760、WG763、WG765（靜力測試機），採用無後燃器的阿姆斯特朗希德利藍寶石渦輪噴射發動機，原定裝備的愛汶噴射發動機因研發進度落後無法屆時裝機。
由於P.1噴射機機內容積有限，燃料容量不多，且為了薄型主翼而匹配的窄胎磨耗較快。除了前3架原型機，為了2馬赫極速而修正設計的原型機預定要打造3架，因此後來前3架原型機稱為P.1A、1952年決定製造的稱為P.1B。P-1B整體設計較為完整，包括有後燃器的愛汶R24R發動機，裝入23型雷達的可變進氣口鼻錐等，P.1B原型機編號XA847、XA853、XA856。
1954年5月，P.1A原型機WG760完工，送往皇家空軍博德明機場進行地面檢測，1954年8月4日上午，由測試飛行員羅蘭·比蒙駕駛，完成P.1A首次飛行；一周後P.1A在「紀錄上」突破超音速，實際上在第三次飛行時P.1A已經超過1馬赫飛行速度，但因位置誤差，馬赫計上只顯示到0.95馬赫，幾天後的飛行紀錄整理才發現這個缺失。雖然WG760已經證明了她的性能突出，但因為方向穩定性設計限制，P.1A不允許超過1.51馬赫以上飛行。
1956年5月，英國皇家空軍正式將P.1噴射機改名為“閃電”。
但在這個階段，閃電式尚不是作為戰鬥機計畫所開發，P.1系列只是超音速測試機種。

### 任務需求F.155
在1955年，英國透過情報管道得知蘇聯開發超音速轟炸機Tu-22，該機計畫在1962年投入服役。該機種巡航速度1.2馬赫，俯衝速度1.5馬赫，現役的攔截主力標槍戰鬥機將與搭配僅能從後部追尾攻擊的火閃飛彈將無法對抗新威脅。新開發的薄翼版標槍戰機搭配有限對頭攻擊的紅牧飛彈雖然可以應付Tu-22，但若是速度更快的新型轟炸機也力有未逮。在1955年1月，英國空軍部發布「作戰需求F.155」（Operational Requirement F.155），要求開發速度更快的火閃飛彈，代號藍灶（Blue Vesta），或是性能改良的紅牧飛彈（未來的紅頂飛彈），而改良的薄翼標槍戰機則在1956年5月取消計畫。
1957年3月，英國國防大臣邓肯·桑兹發布的1957年英國國防白皮書中，表示英國判斷在1960年後因為搭載核武器彈道飛彈這種戰略武器的投入，在1960年代中期以後英國的核戰威脅首位不再是敵軍的戰略轟炸機。這個評估預示了英國在10年後對於攔截機的需求壓力會降低，未來的新戰機需求也將減少。雖然英國國防部較為極端的想法認為血梗MkII防空飛彈即可防禦英國本土，但英國空軍部不同意這個見解。在對於防空作戰的資源分配爭奪戰中，桑茲大臣接受了在新型防空飛彈成熟之前還是需要高速攔截機，但也強調在血梗MkII後還有更先進的藍色特使防空飛彈將投入服役，因為對於空防政策的改變，F.155需求在1957年3月29日被撤銷，但藍色特使飛彈也在同年4月撤除開發計畫。
由於需要快速服役的即戰力，閃電噴射機被擇定作為英國皇家空軍攔截機的主要機種，她的飛行極速表現足以構成對Tu-22的重大威脅，即便只配備火閃飛彈也有足夠尾追的速度。而為了增強閃電噴射機的空戰能力，1957年7月，藍灶飛彈計畫以技術簡化的方案重新啟動研發計畫，該計畫在1957年11月改名為紅頂。在1957年，原本只是作為超音速研究機種而開發的閃電噴射機被改變用途，投入改作為英國皇家空軍的新型攔截機。

### 量產
P.1B原型機XA847在1957年交機，1957年4月4日，同樣由比蒙駕駛，XA847突破1馬赫極速。1958年11月25日，XA847突破2馬赫極速，成為西歐國家繼幻象3型戰鬥機後第二款突破兩倍音速的噴射戰鬥機。除了英國測試飛官有機會操作外，美國空軍測試中心也在1958年獲准試駕閃電式戰機，有兩位美軍飛官（安迪安德生、狄克·史萊頓）曾有機會駕駛閃電式戰機原型機，後來史萊頓如此評論他駕駛過的P.1B：
|  | P.1是架了不起的飛機，她兼具了F-86易於操縱與F-104的性能，唯一缺點是她幾乎沒有航程可言…然而，回想後，不得不說P.1是我有生以來最喜歡的飛機 |

首架閃電式量產型稱為閃電F.1，1960年12月24日由皇家空軍第56中隊換裝。閃電F.1為攔截機設計，設計任務是保衛當時皇家空軍核心武力V型轟炸機所佈署的機場。閃電F.1的攔截任務續航力為240公里（150英里），在血梗犬防空飛彈射程之外作為第一線攔截武力，讓V型轟炸機獲得足夠的出擊時間，裝配核彈進行反擊任務。閃電F.1續航力承襲原型機，雖然虛弱，但攔截飛行表現上相當卓越，主力武器是機首的2門亞丁轉輪式機炮與機腹的模組化武器架，該武器架可換裝2門亞丁機炮，或48枚51公厘對空無導引火箭、或2枚火閃空對空飛彈，飛機搜索目標由23型雷達負責。後續生產的閃電F.1A與閃電F.2雖有修正部分設計，但本質上還是攔截機導向的型號，且因空氣動力設計缺陷，極速被限制在1.7馬赫。
第二階段量產的閃電式為閃電F.3，同樣為攔截機設計。除了換裝動力更好的愛汶301R、強化的機鼻進氣錐、更大的方形腹鰭，使閃電式真正滿足了2馬赫極速規格需求。閃電F.3並將追蹤雷達更換為23A型雷達，整合了紅頂空對空飛彈，因為更換航電容積需求加大之故取消了機鼻機炮。由於新發動機耗油量增加，機內缺少額外空間放置燃料，因此閃電F.3續航力是所有家族中最糟的一款。為了在下一階段量產型閃電F.6完成前具有可銜接的中繼型號，閃電F.3後續改良為閃電F.3A。

## 特徵佈局
閃電戰鬥機的主要設計特徵包括了上下排列的雙發動機、帶有缺口的三角翼、以及位置較主翼低的後翼。之所以選擇讓發動機上下排列安裝，是彼得設計的低空氣阻力方案。當時發動機輸出功率較低，但如以傳統方式安裝雙發動機，所增加的動力會被雙發動機布局導致阻力增加所抵銷。讓發動機上下排列，雖然得到傳統單發動機佈局的1.5倍阻力，但比傳統雙發動機布局減少了25％的空氣阻力。發動機由機鼻進氣口進氣，進氣道在駕駛艙後分流，噴嘴則盡可能堆疊在同一噴射向量。這個設計打造出一架較低空氣阻力、進氣效率佳、且並不導致出力不對稱的雙發動機噴射機。必要時甚至可以在關閉一具發動機的情況下以單一發動機飛行。
由於機身幾乎被動力裝置給佔用全部空間，因此包括油箱以及後起落架只能全部裝在機翼中。閃電式的機翼中塞入3個油箱，裝載油量312英制加侖（1,420公升），為了增加油料搭載甚至在機翼襟翼中也塞入了一個容量33英制加侖（150公升）的油箱，復熱器也塞了1組5加侖（23公升）的油箱，使初期型的閃電戰鬥機內裝燃料有700英制加侖（3,200公升）。
在閃電式戰機服役前，英國空軍對於發動機表現是否可滿足起飛推力存有疑問，為了英國開發了可在機腹外掛安裝蠍式火箭噴射引擎，但艾汶發動機的表現讓英軍滿意，這個外掛引擎的計畫取消，而多出來的機腹空間則做為副油箱的搭載點，可攜帶247英制加侖（1,120公升）的燃料，這空間在後來的衍生型中增加功能，可改裝飛彈、空射火箭或空用機砲。

## 機種型號
P.1A 靜態展示實驗機兩架。

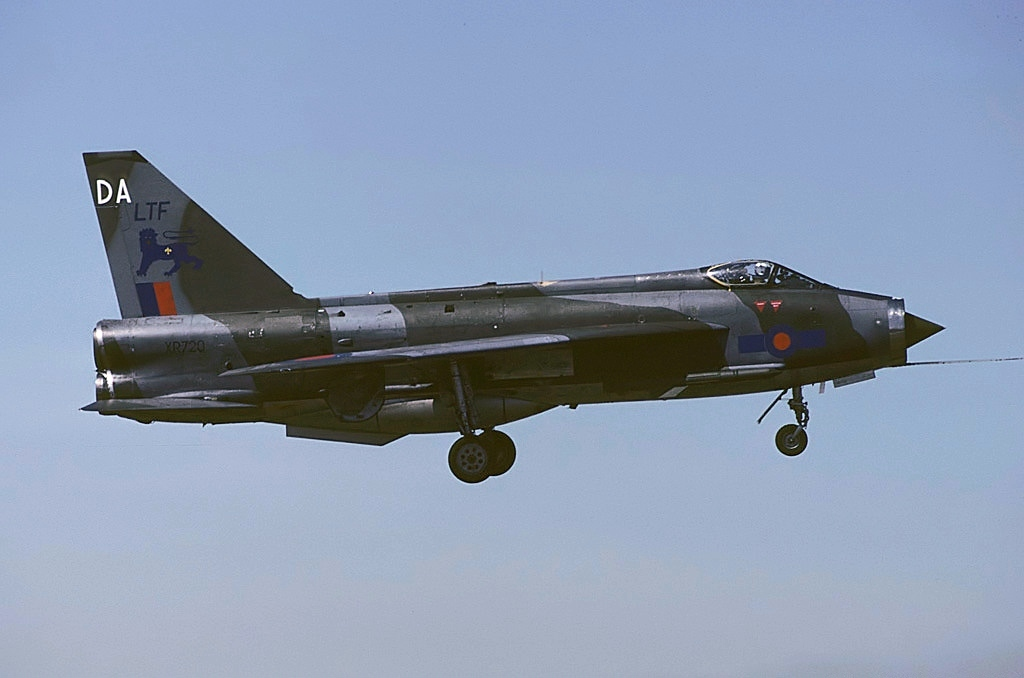
Lightning F.3 in flight, 1983

P.2B 試驗和預產量機，後期飛越音速並被命名為「閃電」正式採用。
F.1和F.1A 首兩批量產型。
F.2和F.3 英國採用的中期型。
T.4和T.5 英國的雙座教練機型
F.6 英國後期型，更換了發動機和航電子設備。
F.52和F.53 外銷沙特阿拉伯的戰鬥機型。 
T.54 外銷的教練機型。
T.55 並排雙座式教練機型

## 性能諸元(標準戰鬥機)
- 乘員：1
- 全長：16.25m
- 高：5.95m
- 翼展：10.6m
- 空重：12,700kg
- 最大離陸重量：22,680kg
- 引擎：勞斯萊斯301R/302R x 2，302型總推力達139.4千牛
- 最大時速：每小時2425公里(2.1馬赫)
- 作戰半徑：1,290km
- 實用昇限：16,000 米
- 外掛武裝：無固定武裝，空對空導彈六枚（兩枚在機腹的掛架），兩台亞丁30毫米轉輪式機炮（機腹前部），亦可以掛副油箱或炸彈與68毫米火箭彈等。
- 外掛重量: 2272千克

## 使用單位
- 英國皇家空軍
- 沙特阿拉伯皇家空軍
- 科威特空軍